# Emme Edizioni
Emme Edizioni è una casa editrice fondata a Milano nel 1966 da Rosellina Archinto. 

## Storia
Il suo nome proviene dall'iniziale di Marconi, cognome della fondatrice da nubile. Le Emme Edizioni si sono specializzate in libri per l'infanzia contribuendo in modo notevole allo sviluppo del settore, in Italia rimasto legato, allora, a canoni ottocenteschi. Le pubblicazioni si distinguono per la novità delle illustrazioni e della grafica.
Nel 1986 la casa editrice è stata rilevata dalla Petrini di Torino e, in seguito, nel 1990 dalla Einaudi. Nel 1991 è stata acquistata dalla Edizioni EL di San Dorligo della Valle (Trieste), conservando però il proprio marchio all'interno del gruppo editoriale Elemond.

## Collane principali
- "I dieci" (1967-1968)
- "Il puntoemme" (1969-1983), collana di testi teorici e di pedagogia
- "I pomeriggi" (1974-1976), testi classici (Matilde Serao, Clemens Brentano, Nikolaj Gogol' ecc.)
- "I quaderni del nuovo nato" (1981-1984), testi di educazione alla nascita e puericultura
- "Strumenti" (1986-1994), per la scuola media
- "L'asino d'oro", collana di riflessioni teoriche sulla letteratura per ragazzi e la fiaba
- "Survival" (1988-1990), serie di scienze naturali basata su Sapresti vivere da e animali
- "Prime pagine", dal 1992
- "Voltapagina" (1993-1996)
- "Per cominciare", dal 1995
- "Prime letture", dal 1997
- "Ullallà", dal 2011

## Illustratori e autori principali
- Altan
- Gionata Bernasconi
- Marco Biassoni
- Stefano Bordiglioni
- Donatella Chiarenza
- Nicoletta Costa
- Anna Curti
- Elio De Stefano
- Leo Lionni
- Emanuele Luzzati
- Iela Mari
- Bruno Munari
- Andrea Musso
- Helen Oxenbury
- Daniel Pennac, con il personaggio di Kamo, illustrato da Jean-Philippe Chabot
- Roberto Piumini
- Katherine Redfern
- Luana Rinaldo
- Gianni Rodari
- Maurice Sendak
- Fabrizio Silei
- Emma Thomson
- Agostino Traini
- Anna Cerasoli[4]